# Ирник (село)
 Тази статия е за селото.  За българския владетел вижте Ирник.  
Ирник е село в Североизточна България. То се намира в община Ситово, област Силистра.

## География
Село Ирник се намира на 38 км от Силистра и на 12 км от Ситово. Околните села са: Босна, Добротица, Любен.

## История
Селото носи името на прабългарския кан Ирник. До 1946 г. носи името Саарлар (Саярлар).

## Обществени институции
Селото разполага с църква и народно читалище.

## Културни и природни забележителности
Около селото е разположена широколистна гора, която е населена с разнообразни растителни и животински видове. От растителните видове най-широко разпространение намира акация (салкъм), габър, дрян, през ранна пролет поляните са изпъстрени от цветовете на кокичета, минзухари, синчец и др. От животинските видове най-разпространени са чакали, лисици, дива свиня, елени, змии, гущери, кос, кълвач, катерици и др. На приблизително 3 км към вътрешността на гората е построена хижа, която e частна собственост.

## Редовни събития
Ежегодно се провежда събор на 8 ноември в чест на Св. Архангел Михаил.

## Други
Морският нос Ирник на остров Сноу в Антарктика е наименуван в чест на село Ирник.